# Шнеерсон, Григорий Михайлович
Григорий Михайлович Шне́ерсон (28 февраля (13 марта) 1901, Енисейск, — 6 февраля 1982, Москва) — советский музыковед. Заслуженный деятель искусств РСФСР (1978).

## Биография
Григорий Шнеерсон родился в Енисейске в семье педагога-революционера, отбывавшего в Восточной Сибири политическую ссылку. 
В 1915 году поступил в Петроградскую консерваторию, где до 1918 года занимался по классу фортепиано у Н. Н. Поздняковской. В 1919 году в Москве брал уроки игры на фортепиано у Н. К. Метнера и К. Н. Игумнова. В качестве концертмейстера Шнеерсон работал в различных театральных коллективах: в «Синей блузе», Театре Пролеткульта, Театре Сатиры, позже во 2-м Белорусском драматическом театре в Витебске.
В 1920-х годах Шнеерсон был сотрудником Музыкального бюро Международного объединения революционных театров, с 1932-го — ответственным секретарём музыкальной секции МОРТа; с 1936 года — секретарём Иностранного бюро Союза композиторов СССР, консультантом по музыке Всесоюзного общества культурной связи с заграницей (ВОКС), в 1942—1948 годах — заведующим музыкальным отделом ВОКСа. В первые месяцы Великой Отечественной войны Шнеерсон в качестве дирижёра возглавлял один из дивизионных ансамблей. В ходе так называемой «борьбы с космополитизмом» он был отстранён от работы в ВОКСе и с 1948 по 1960 год заведовал иностранным отделом журнала «Советская музыка».

## Творчество
Григорий Шнеерсон является автором двух десятков монографий и сотен статей; он был, по свидетельствам современников, прекрасным пропагандистом как советской музыки за рубежом, так и зарубежной — в СССР; ему принадлежат книги «Французская музыка XX века», «Портреты американских композиторов», а также многочисленные статьи, в 1974 году вошедшие в сборник «Статьи о современной зарубежной музыке. Очерки. Воспоминания». На страницах газет и журналов Шнеерсон впервые знакомил советских читателей с новыми сочинениями Х. Эйслера, Б. Бриттена, О. Мессиана, Х. В. Хенце и других современных композиторов; он был членом итальянской Академии наук, литературы и искусства, членом-корреспондентом Академии искусств ГДР, лауреатом премии французской Академии изящных искусств.
Лично знакомый со многими выдающимися музыкантами, Шнеерсон собрал уникальный архив, хранящийся в настоящее время в Государственном центральном музее музыкальной культуры им. М. И. Глинки

### Сочинения
- Музыкальная культура Китая., М, 1952, Государственное музыкальное издательство, 249. с.
- «О музыке живой и мёртвой»
- «Эрнст Буш и его время»
- «Французская музыка XX века»
- «Портреты американских композиторов»[6]
- «Американская песня», Изд-во «Советский композитор», М. , 1977, 184 с.
- «Хачатурян А. И. Страницы жизни и творчества»

#### В составе публикаций
- Шнеерсон, Г. М. [Музыка] // Очерки новой и новейшей истории США : в 2 т. / [под ред. Л. М. Струковой, С. М. Аскольдовой]. — М. : Институт истории АН СССР, 1960. — Т. 1, гл. XI : Развитие искусства в США.